# V462 Возничего
V462 Возничего (лат. V462 Aurigae), HD 50718 — кратная звезда в созвездии Возничего на расстоянии (вычисленном из значения параллакса) приблизительно 622 световых лет (около 190 парсеков) от Солнца.
Пара первого и второго компонентов (TYC 3391-697-1) — двойная затменная переменная звезда типа Беты Лиры (EB:). Видимая звёздная величина звезды — от +8,3m до +8,13m. Орбитальный период — около 1,7568 суток.

## Характеристики
Первый компонент — белая звезда спектрального класса A0. Масса — около 3,786 солнечных, радиус — около 5,244 солнечных, светимость — около 18,9 солнечных. Эффективная температура — около 9800 К.
Второй компонент — белая звезда спектрального класса A.
Третий компонент — коричневый карлик. Масса — около 71,82 юпитерианских. Удалён на 2,331 а.е..
Четвёртый компонент (BD+46 1204B). Видимая звёздная величина звезды — +9,2m. Удалён на 7,4 угловых секунд.